# Eric Young (cyclisme)
Pour les articles homonymes, voir Eric Young et Young.
Eric Young, né le 26 février 1989 à Boulder (Colorado), est un coureur cycliste américain.

## Palmarès sur route

### Par années
- 2011
  -  Champion des États-Unis du critérium
  - Glencoe Grand Prix
  - 4e étape du Tour de Toona
  - 1re étape de la Gateway Cup
  - 3e du Tour of Somerville
- 2012
  - 3e étape de la San Dimas Stage Race
  - 4e étape de la Joe Martin Stage Race
  - 2e étape du Tour of the Gila
- 2013
  -  Champion des États-Unis du critérium
  - 2e étape de la Tucson Bicycle Classic
  - Kelly Cup
  - 2e et 4e étapes du Tour de Corée
  - 2e du Gastown Grand Prix
  - 3e de la Tucson Bicycle Classic
- 2014
  - 6e étape du Tour du Mexique
  - 1re et 2e étapes du Grand Prix cycliste de Saguenay
  - 5e étape du Tour de l'Utah
- 2015
  - 2e étape du Tour of the Gila
  - Delta Road Race
  - 4e étape du Tour de l'Utah
- 2016
  - Prologue de l'Istrian Spring Trophy
  - 4e étape du Grand Prix cycliste de Saguenay
  - Gastown Grand Prix
- 2017
  - 4e étape de la Chico Stage Race
  - 3e étape de la Joe Martin Stage Race
  - 2e et 4e étapes du Tour of the Gila
  - Gastown Grand Prix
  - 2e du championnat des États-Unis du critérium
- 2018
  - 1re et 2e étapes du Tour de Delta
  - Gastown Grand Prix
  - 2e du championnat des États-Unis du critérium
  - 3e de la White Spot Delta Road Race
- 2019
  - Sunny King Criterium
  - 4e étape du Tour of the Gila
  - Crystal City Classic
  - Clarendon Cup
  - 2e du championnat des États-Unis du critérium
- 2020
  - 1re, 4e et 5e étapes du Tour de Taiwan
- 2021
  - 3e du championnat des États-Unis du critérium

### Classements mondiaux
| Année            | 2011 | 2012 | 2013 | 2014 | 2015 | 2016   | 2017 | 2018 |
| ---------------- | ---- | ---- | ---- | ---- | ---- | ------ | ---- | ---- |
| UCI America Tour | 188e | 185e | 95e  | 15e  | 29e  | 348e   | 156e | 179e |
| UCI Asia Tour    |      |      | 167e |      |      |        |      |      |
| UCI Europe Tour  |      |      |      |      |      | 1 415e |      |      |

## Palmarès sur piste

### Championnats du monde
- Apeldoorn 2018
  - 13e de la poursuite par équipes[11]
  - 19e de la course aux points[12]
- Pruszków 2019
  - 11e de la poursuite par équipe[13]

### Coupe du monde
- 2017-2018
  - 3e de la poursuite par équipes à Santiago
- 2018-2019
  - 2e de la poursuite par équipes à Hong Kong
- 2019-2020
  - 3e du scratch à Minsk

### Championnats panaméricains
- Couva 2017
  -  Médaillé d'or de la course aux points
  -  Médaillé d'argent de la poursuite par équipes (avec Logan Owen, Daniel Summerhill et Adrian Hegyvary)
- Aguascalientes 2018
  -  Médaillé d'or de la poursuite par équipes (avec Ashton Lambie, Colby Lange et Gavin Hoover)
- Cochabamba 2019
  -  Médaillé d'or de la course scratch
  -  Médaillé d'argent de la poursuite par équipes (avec John Croom, Ashton Lambie et Daniel Holloway)

### Championnats des États-Unis
- 2019
  -  Champion des États-Unis du scratch